# Collie Eye Anomaly

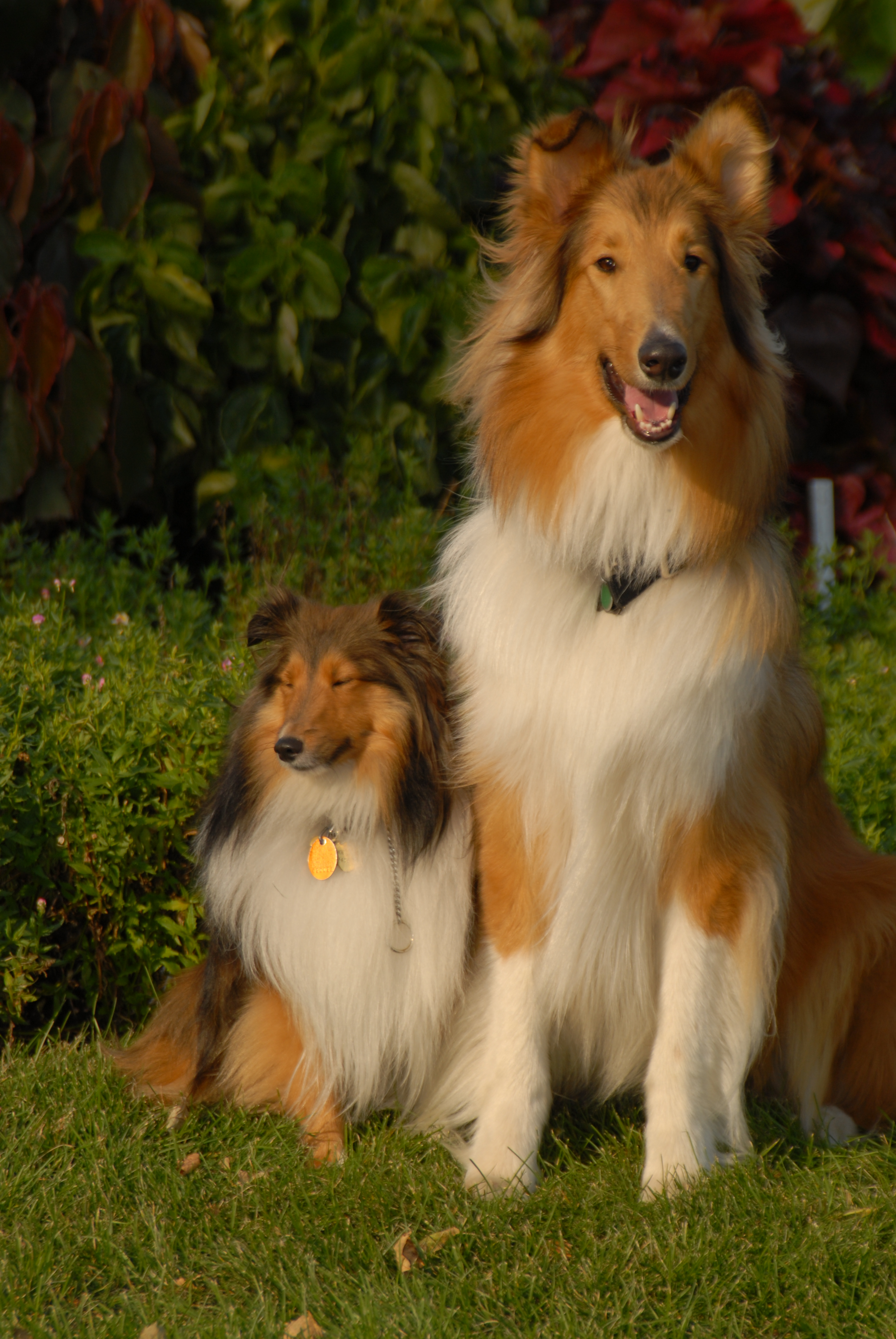
Sheltie und Langhaarcollie sind häufig von CEA betroffene Rassen.

Die Collie Eye Anomaly (dt. Collieaugen-Anomalie, abgekürzt CEA) ist eine Erbkrankheit verschiedener Hunderassen aus der Familie der Collies und der mit ihnen verwandten Rassen. Die Krankheit betrifft den Augenhintergrund und führt zu einer angeborenen Beeinträchtigung der Sehkraft bis hin zur Erblindung.

## Pathophysiologie
Die Collie Eye Anomaly beruht auf einer genetisch bedingten Fehlbildung und Hypoplasie der Aderhaut und Netzhaut im Laufe der Embryonalentwicklung. Dadurch kommt es zu Störungen in der Entwicklung der Blutgefäße, die zu Blutungen ins Auge führen können. Ebenfalls können Kolobome der Ader- und Netzhaut auftreten. Auch eine Netzhautablösung ist möglich. Je nach Schweregrad der Veränderungen kann die Sehkraft nicht beeinträchtigt sein; schwerere Fälle können aber eine verminderte Sehkraft bis hin zu völliger Erblindung zeigen.

## Klinik

### Signalement
Die Krankheit tritt bei Langhaar- und Kurzhaarcollies sowie Shelties und verwandten Rassen wie Border Collie, Australian Shepherd und auch Lancashire Heeler auf. Schwere Fälle werden normalerweise bereits im Welpenalter diagnostiziert; leichtere Fälle können zu jedem Lebenszeitpunkt als Zufallsdiagnose festgestellt werden.

### Symptome
Betroffene Welpen zeigen von Anfang an eine verringerte Sehkraft bis hin zur Erblindung. Die Erkrankung schreitet normalerweise nicht fort; allenfalls können schwerere Kolobome später zu einer Netzhautablösung führen. Leichtere Fälle sind klinisch normal und können nur mittels Ophthalmoskopie diagnostiziert werden.

### Diagnose
Die Diagnose erfolgt mittels Ophthalmoskopie, mittels derer die charakteristischen Veränderungen im Augenhintergrund festgestellt werden können. Bei erkrankten Hunden sind normalerweise beide Augen betroffen; allerdings kann der Schweregrad der Erkrankung zwischen den beiden Augen unterschiedlich sein.

### Therapie und Prognose
Eine Heilung ist nicht möglich. Netzhautablösungen können in manchen Fällen laserchirurgisch behandelt werden. Ein Fortschreiten der Erkrankung ist bei Hunden mit geringgradiger CEA nicht zu erwarten. Unterstützende Maßnahmen beschränken sich darauf, die Umwelt des Hundes an seine verringerte Sehkraft anzupassen und ihm dadurch eine gute Lebensqualität zu ermöglichen. Die Lebenserwartung ist im Vergleich zu gesunden Hunden nicht verringert.

## Genetik und Zuchthygiene
Die Collie Eye Anomaly scheint durch mehrere Loci kontrolliert zu werden (polygener Erbgang). 80 bis 90 Prozent der Collies weisen Veränderungen des Augenhintergrunds auf, ohne dass ihre Sehkraft eingeschränkt ist. Auch Collies ohne Veränderungen des Augenhintergrunds können Träger der Erkrankung sein. Es wird empfohlen, alle Welpen gefährdeter Rassen ophthalmoskopisch zu screenen und die so erhaltenen Daten mittels einer zentralen Datenbank für die Zuchtwertschätzung zu verwenden. Mittels Screening und Zuchteinschränkungen kann die Anzahl betroffener Tiere signifikant reduziert werden. Bei vielen Rassen weisen betroffene Hunde eine 7.8 kb lange Deletion im NHEJ1-Gen auf. Ein Gentest ist inzwischen ebenfalls verfügbar.

## Geschichte
Die Erkrankung wurde erstmals 1953 von W. G. Magrane in den Vereinigten Staaten beschrieben. Sieben Jahre später wurde die CEA erstmals histopathologisch untersucht. Der Erbgang wurde 1968 durch Yakely und Mitarbeiter aufgeklärt.